# Китайска граматика
Граматиката на стандартния китайски език споделя много черти с другите разновидности на китайския. В китайския език практически липсват окончания, така че думите обикновено имат само една граматическа форма. Категории като число на имената и време на глаголите се изразяват лексикално, а не граматически, макар да има няколко частици, които служат за изразяване на вид на глагола и наклонение.
Обичайният словоред е
подлог – сказуемо – допълнение.

## Части на речтавкитайския език
| Самостоятелни думи 实词       | Съществителни имена 名词    | Съществителни имена 名词 | Съществителни имена 名词 |
| Самостоятелни думи 实词       | Глаголи 动词                |                          |                          |
| Самостоятелни думи 实词       | Спомагателни глаголи 助动词 |                          |                          |
| Самостоятелни думи 实词       | Прилагателни имена 形容词   |                          |                          |
| Самостоятелни думи 实词       | Числителни имена 数词       |                          |                          |
| Самостоятелни думи 实词       | Класификатори 量词          |                          |                          |
| Самостоятелни думи 实词       | Именни 名量词               |                          |                          |
| Самостоятелни думи 实词       | Глаголни 动量词             |                          |                          |
| Самостоятелни думи 实词       | Местоимения 代词            |                          |                          |
| Самостоятелни думи 实词       | Лични 人称代词              |                          |                          |
| Самостоятелни думи 实词       | Показателни 指示代词        |                          |                          |
| Самостоятелни думи 实词       | Въпросителни 疑问代词       |                          |                          |
| Служебни думи 虚词            |                             |                          |                          |
| Наречия 副词                  |                             |                          |                          |
| Предлози 介词                 |                             |                          |                          |
| Съюзи 连词                    |                             |                          |                          |
| Частици 助词                  |                             |                          |                          |
| Структурни 结构助词           |                             |                          |                          |
| Аспектуални 动态助词          |                             |                          |                          |
| Модални 语气助词              |                             |                          |                          |
| Междуметия 叹词               |                             |                          |                          |
| Звукоподражателни думи 象声词 |                             |                          |                          |
| Афикси 附类                   |                             |                          |                          |
| Префикси 词头                 |                             |                          |                          |
| Суфикси 词尾                  |                             |                          |                          |

## Съществително име [名词 míngcí]

### Класове
В зависимост от това какво обозначават, съществителните имена в китайския се разделят на пет класа:
- 1 клас [обозначаващи одушевени лица или техен признак] – 老师 [lăoshī] учител, преподавател; 记者 [jìzhě] журналист; 爸爸 [bàba] баща; 先生 [xiānsheng] господин; 司马迁 [Sīmă Qiān] Съма Циен (лично име)
- 2 клас [обозначаващи неодушевени предмети, абстрактни понятия или техен признак] – 风景 [fēngjìng] пейзаж; 经济 [jīngjì] икономика; 苹果 [píngguŏ] ябълка; 思绪 [sīxù] мислене; 桌子 [zhuōzi] маса
- 3 клас [обозначаващи време] – 凌晨 [língchén] преди зазоряване; 以往 [yĭwàng] преди, в миналото; 春天 [chūntiān] пролет; 秋季 [qiūjì] есен; 除夕 [chūxī] навечерието на Нова година
- 4 клас [обозначаващи географски понятия и места] – 北京 [Bĕijīng] Пекин; 欧洲 [Ōuzhōu] Европа; 图书馆 [túshūguăn] библиотека; 黄河 [Huánghé] Хуанхъ; 金星 [Jīnxīng] Венера
- 5 клас [обозначаващи посока и местоположение] – тези съществителни имена се състоят от 16 прости имена и техните производни, които са представени в по-долната таблица:

### Граматически особености

#### Род
В китайския език не съществува категорията род. В отделни случаи родът се изразява лексически и то само при лица или животни, например: 男教员 преподавател; 女教员 преподавателка; 公鸡 петел; 母鸡 кокошка.

#### Число
Съществителното в китайския не притежава и граматическата категория число. В основната си форма то може да обозначава както единичен предмет, така и множество еднородни предмети. Числото във всеки конкретен случай се уточнява от контекста.

#### Употреба на суфикса 们
Единственият показател за числото на съществителните имена в китайския е суфиксът 们 [men], който обаче е с ограничена употреба и образува основно множествено число на някои съществителни, обозначаващи лица [同志们 другари, 学生们 ученици].
Понякога с този суфикс се образува множествено число от някои съществителни, обозначаващи названия на животни, птици, и някои насекоми [松鼠们 белки, 骆驼们 камили, 蝴蝶们 буболечки].
В редки единични случаи с 们 се образува множествено число и на съществителни имена, обозначаващи неодушевени предмети [星们 звезди, 果们 плодни дръвчета].
В някои случаи суфиксът 们 се присъединява към съществителни собствени имена. В този случай той се употребява в значението „и другите“, „и останалите“, например:
他说罢就往里面跑, 亚丹们就着进去。
След като каза това, той се прибра в къщи, Ядан и останалите го последваха.
При употребата на суфикса 们 трябва да се имат предвид следните две особености:
- Когато съществителното име се употребява с числително име, показателно или неопределително местоимение, суфиксът 们 не се използва, а съществителното име се свързва с неговото определение посредством т.нар. класификатор (виж по-долу): 两个工人 двама работници, 三个农民 трима селяни.
- При наличието на две или повече съществителни, функциониращи като еднородни части на изречението, суфиксът 们 обикновено се поставя след второто съществително, например: 代表, 观察原和记者们 делегати, наблюдатели и кореспонденти.

## Прилагателно име [形容词]
Прилагателното име е част на речта, която обозначава качествен или относителен признак на предмета. Наред с това в китайския език прилагателното може да обозначава признак на действието.

### Класове
Прилагателните имена в китайския се разделят на качествени и относителни.
- Качествените прилагателни обозначават качествен признак на предмета: 红 червен; 绿 зелен; 甜 сладък; 酸 кисел; 美丽 красив; 老 стар; 大 голям; 好 хубав; 快 бърз; 可怕 страшен
- Относителните прилагателни обозначават относителен признак на предмета: 左 ляв; 右 десен; 横 хоризонтален; 竖 вертикален; 真 истински; 假 фалшив

### Граматически особености

#### Род и число
В китайския език прилагателните не се изменят по род и число.

## Местоимение [代词]

### Лични местоимения [人称代词]
Единствено число:
- 1л: 我 wǒ
- 2л: 你 nǐ*; 您 nín
- 3л:
  - м.р.: 他 tā
  - ж.р.: 她 tā
  - ср.р.: 它 tā

Множествено число:
- 1л: 我们 wǒmen** 咱们 zánmen
- 2л: 你们 nǐmen
- 3л:
  - м.р.: 他们 tāmen
  - ж.р.: 她们 tāmen
  - ср.р.: 它们 tāmen

* 你 е неофициално „ти“, а 您 е официално „Вие“.
**
1. 咱们 означава „ти и аз“. Използва се само в Пекин и околностите. Има отмиращи функции.
2. 我们 се използва в случаи за да изрази нещо подобно на „ние, без тебе“. Вече се налага във всички случаи.